# Matreco
Matreco Handels AB var ett svenskt handelsföretag ägt av Sovjetunionen. Företaget importerade och sålde bland annat sovjetiska bilar och traktorer på den svenska marknaden. Huvudkontoret låg på Karlavägen 67 i Stockholm och försäljningen skedde genom bilanläggningar i ett flertal svenska städer. De sålde personalbilar av märken som Lada, Moskvich, Jalta, Volga  och RAF samt traktorer av märket Belarus.
I oktober 1971 avslöjade Dagens nyheter att Säkerhetspolisen misstänkte att Sovjetunionen använde företaget för att bedriva spionage mot Sverige.
Företagets försäljningsverksamhet upphörde efter Sovjetunionens fall och företaget begärdes formellt i konkurs i juni 2009.